# Lana (Itália)
Lana (Lana) é uma comuna italiana da região do Trentino-Alto Ádige, província de Bolzano, com cerca de 9.752 habitantes. Estende-se por uma área de 36 km², tendo uma densidade populacional de 271 hab/km². Faz fronteira com Cermes, Gargazzone, Lagundo, Marlengo, Merano, Naturno, Parcines, Postal, San Pancrazio, Tesimo.

## Demografia
| Variação demográfica do município entre 1861 e 2011                               |
|                                                                                   |
| Fonte: Istituto Nazionale di Statistica (ISTAT) - Elaboração gráfica da Wikipedia |